# Igor Bondarevski
Igor Zakharovich Bondarevski (russe : Игорь Захарович Бондаревский; 12 mai 1913, Rostov-sur-le-Don, Empire russe - 14 juin 1979, Piatigorsk) est un grand maître soviétique du jeu d'échecs, à la fois sur l'échiquier et au jeu par correspondance, un arbitre international du jeu, et un auteur de livres. Bondarevski a remporté le championnat d'URSS d'échecs en 1940 (ex aequo avec Andor Lilienthal) et a été l'entraîneur de Boris Spassky de 1961 à la conquête du titre de champion du monde en 1969.

## Biographie
Igor Bondarevski a participé au 5e championnat de la RSFS de Russie à Gorki en 1935, marquant 4/9 et finissant à la 6e place ex aequo. Il remporte le championnat 1re catégorie de toutes les Russies de Leningrad en 1936, invaincu avec 11,5/14 et deux points d'avance sur le second. À son premier tournoi international de Moscou en 1937, il finit 7e ex aequo avec 2,5/7.
Il fait mieux au 10e championnat d'URSS à Tbilissi en 1937, avec 9,5/19 et une 10e place. Il se qualifie pour la demi-finale du 11e championnat 1938 avec 10,5/17 et une 3e place partagée. Au tournoi international de Leningrad et Moscou de 1939, il marque 5/17 et finit à la 17e place.

## L'accès à l'élite, le champion soviétique
Bondarevski rejoint l'élite soviétique avec une 6e place au 11e championnat d'URSS à Leningrad en 1939 avec 10/17, ce qui le dispense de qualification pour la finale suivante. Bondarevski atteint le pic de sa carrière avec un titre de champion d'URSS acquis au 12e championnat de Moscou en 1940, titre partagé avec Andor Lilienthal. Ceci le qualifie pour le championnat absolu d'URSS l'année suivante, qui se tient à Leningrad puis Moscou, et qui voit s'imposer Mikhaïl Botvinnik devant Paul Keres, Issaak Boleslavski, Vassily Smyslov, et Lilienthal. Ce championnat est l'un des plus forts jamais organisés jusqu'alors, avec 6 des 15 meilleurs joueurs du monde. Bondarevski finit 6e.
Bondarevski participe au tournoi interzonal de Saltsjöbaden en 1948, finissant à la 6e-9e place, ce qui le qualifie pour le tournoi des candidats de Budapest en 1950, mais il doit renoncer à ce dernier pour cause de maladie. Bondarevski reçoit le titre de grand maître international en 1950, quand la Fédération internationale des échecs instaure ce titre. Il est nommé arbitre international en 1954, et grand maître international d'échecs par correspondance en 1961.

## L'entraîneur du champion du monde
Il n'était pas seulement un joueur d'exception, mais a aussi entraîné Boris Spassky pendant son ascension vers le titre de champion du monde d'échecs au début des années 1960, et qui culmine avec sa victoire contre Tigran Petrossian dans le match pour le titre de 1969.
Il était économiste de profession.
Son épouse, Valentina Kozlovskaïa, était aussi une très forte joueuse d'échecs, trois fois candidate au championnat du monde féminin.